# Ризома
Ризо́ма (фр. rhizome «корневище») — одно из ключевых понятий философии постструктурализма и постмодернизма, введенное Жилем Делёзом и Феликсом-Пьером Гваттари в одноимённой книге 1976 года и призванное служить основанием и формой реализации «номадологического проекта» этих авторов. Ризома должна противостоять неизменным линейным структурам (как бытия, так и мышления), которые, по их мнению, типичны для классической европейской культуры.

## Свойства ризомы
Делёз и Гваттари описывают свойства ризомы с помощью двух подходов: как неформальные свойства (в виде свободного текста) и как формальные свойства (в виде списка отдельных свойств, с описанием каждого свойства).

### Неформальные свойства

#### Как модель для представления знания и как модель общества
Делёз и Гваттари используют слова «ризома» и «ризоматичный», чтобы описать какую-либо теорию и какое-либо исследование, которые допускают множественные неиерархичные (не упорядоченные в какую-либо иерархию) точки входа и выхода в представлении и интерпретации знания. В «Тысяче плато» они противопоставляют ризому дереву, древовидному (иерархичному, древоподобному) представлению знания, которое отражает дуальные категории и двоичные выборы. Ризома отражает горизонтальные/межвидовые и плоскостные связи, в то время как древовидная модель отражает вертикальные и линейные связи. Для иллюстрации горизонтальных/межвидовых и плоскостных связей в ризоме, Делёз и Гватари используют явление из биологии — «орхидею и осу». Мутуализм — это когда два различных вида взаимодействуют друг с другом, чтобы сформировать субстантивное множество, не связанное с каким-либо породившим его одним (множество называется «субстантивным», когда у него отсутствует какое-либо породившее его «одно»). Другими примерами горизонтальных связей в ризоме могут быть гибридизация и горизонтальный перенос генов.

#### Как модель, порождающая неожиданные и несистемные различия
Наглядным примером для ризомы выступает запутанная корневая система растения. Согласно Делёзу и Гваттари, у ризомы нельзя выделить ни начала, ни конца, ни центра, ни центрирующего принципа («генетической оси»), ни единого кода.
По мнению авторов, ризома способна порождать несистемные и неожиданные различия, которые невозможно противопоставить по наличию или отсутствию некоего признака. Эта её функция вызвана её конструкцией. Ризома включает в себя линии членения, «сравнительные скорости», движения по которым составляют её организацию. Связи линий ризомы образуют так называемое «плато» — временную зону устойчивости в её постоянно пульсирующей конфигурации.
Однако авторы принципиально противопоставляют эти зоны бинарным векторам развития, типичным для «древовидных структур». При этом номадология ставит проблему взаимодействия линейных («древовидных») и нелинейных («ризоморфных») сред. По толкованию М. А. Можейко, «ризоморфные среды обладают имманентным креативным потенциалом самоорганизации» и могут быть названы синергетическими.

### Формальные свойства
Делёз и Гваттари называют следующие основные свойства ризомы: (1) связь, (2) гетерогенность, (3) множественность, (4) незначащий разрыв, (5) картография, (6) декалькомания.

#### Множественность
В первом приближении свойство ризомы «множественность» является отрицанием свойства дерева «единство». Во втором приближении свойство ризомы «множественность» является отрицанием у дерева такого свойства, как «наличие у множества какого-либо породившего его одного».

##### Множественность в первом приближении
В первом приближении свойство ризомы «множественность» является отрицанием свойства дерева «единство». Под «деревом» может пониматься как иерархическое линейное дерево (или корень), так и корень-пучок, мочковатый корень (корень без основного корня, который не дозрел или разрушается, а вместо него в полную силу разрастаются второстепенные корни). Делёз и Гватари используют слово «корень» и не используют слово «дерево», так как они указывают на одно и то же понятие (иерархическая линейная модель для представления знания).
У ризомы отрицание свойства дерева «единство» проявляется в отсутствии главного стебля или главного корня, и его отсутствие проявляется на всех уровнях, на каких это свойство проявляется у дерева.

##### Множественность во втором приближении
Во втором приближении свойство ризомы «множественность» является отрицанием свойства дерева «наличие породившего одного». Множество, входящее в ризому, не связано с каким-либо породившим это множество одним, или, как говорят, «субстантивно»:
- Если ризому представить в виде книги, то у неё не будет ни предмета, ни автора. Множество из лепестков смыслов, содержащихся в книге, не будет объединено чем-то одним, из чего оно порождено и что их объединяет (либо общий предмет, либо общий автор). Не только книга, но и сами предмет и автор не будут чем-то единым, одним, что могло бы объединять множество из лепестков смыслов, содержащихся в ней. «Книга [будет] сделана из материй, по-разному сформированных, из совершенно различных дат и скоростей. С того момента, когда мы наделяем книгу каким-либо автором, мы пренебрегаем этой работой материй и внешним их отношений. Мы фабрикуем (fabriquer) „благого бога“ вместо геологических движений»[8].
- Если ризому представить в виде множества из орхидеи и осы, то у этого множества не будет какого-либо породившего его одного[3].
- Если ризому представить в виде множества ниточек, идущих от марионетки к актёру, то у этого множества не будет породившего его одного в виде воли актёра. Со стороны актёра будет лишь сплетение нервных волокон, и сам он будет лишь марионеткой, управляемой другими ниточками и какими-либо сплетениями других ниточек[5].

###### Множество порождается не каким-либо одним, а конфликтом потоков
Если ризому представить в виде книги, то её содержание будет порождаться не каким-либо одним предметом или автором, а конфликтом потоков, движущихся вдоль определённых линий.
В ризоме есть движение вдоль определённых линий с определённой скоростью, при этом разные потоки либо ускоряются, либо запаздывают друг относительно друга. Когда один поток ускоряется относительно другого, то возникает явление ускорения, разрыва. Когда один поток запаздывает относительно другого, то возникает явление вязкости, запаздывания. Конфликт между скоростью разных потоков и порождает содержание ризомы.
В описании ризомы у Делёза и Гватари линии (как траектории движения потока) описаны очень нечётко и неясно, и трудно понять, какого рода это линии: «В [ризоме] есть линии сочленения или сегментации, страты, территориальности; но также и линии истечения (lingnes de fuite), движения, детерриторизации и дестратификации». Как следует из их описания, движение вдоль какой-либо линии и сама какая-либо линия определённым образом связаны с сегментацией и десегментацией ризомы, однако какова именно эта связь — неясно.
Как следует из описания Делёза и Гватари, в ризоме линия (сочленения или сегментации; ускользания) — это линия, вдоль которой что-то движется (ризома либо её отдельные части — сегменты, страты, территории); линия, вдоль которой осуществляется движение чего-то; траектория движения чего-то; а не линия, которая разделяет части ризомы.

## У других философов
По словам У. Эко, выстраивая мир романа «Имя розы» как «пространство догадки», он опирался именно на понятие ризомы — одного из типов лабиринта.

## Цитируемая литература
- Можейко М. А. Ризома // Постмодернизм. Энциклопедия / Сост. и науч. ред. А. А. Грицанов, М. А. Можейко. — Минск: Интерпрессервис; Книжный Дом, 2001. — С. 656—660. — 1040 с.
- Делёз Жиль, Гваттари Феликс. Ризома // Тысяча плато. — Онлайн-альманах «Восток», 2005.
- Эко Умберто. Заметки на полях  «Имени розы». // Имя розы. — Симозиум, 1999.